# Potuga
Potuga è un comune (corregimiento) della Repubblica di Panama situato nel distretto di Parita, provincia di Herrera. Si estende su una superficie di 49,2 km² e conta una popolazione di 1.045 abitanti (censimento 2010).